# Indoreonectes evezardi
Indoreonectes evezardi és una espècie de peix de la família dels balitòrids i l'única del gènere Indoreonectes.

## Morfologia
- Els mascles poden assolir 3,8 cm de longitud total.[3][4]

## Reproducció
Migra riu amunt per reproduir-se.

## Hàbitat
És un peix d'aigua dolça i de clima tropical, el qual viu en rius amb fons de còdols.

## Distribució geogràfica
Es troba a Àsia: els Ghats Occidentals a Karnataka, Madhya Pradesh i Maharashtra (l'Índia).

## Estat de conservació
Una de les seues principals amenaces és la contaminació de l'aigua causada per les activites agrícoles i silviculturals, l'abocament de residus domèstics i urbans, les aigües residuals i els herbicides i pesticides al riu Mula-Mutha.